# Iniciativa de Suspensión del Servicio de la Deuda

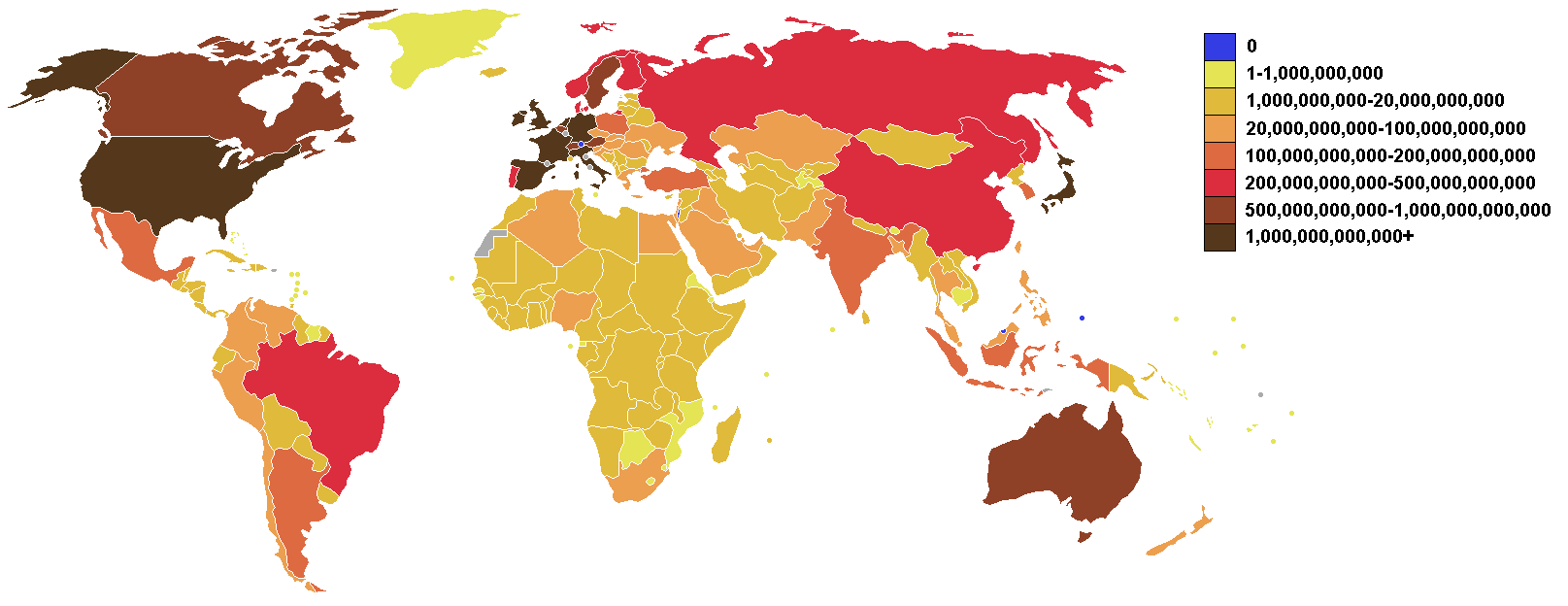
Países del mundo según el importe total de su deuda externa (dólares norteamericanos) en 2006

La Iniciativa de Suspensión del Servicio de la Deuda (DSSI por sus siglas en inglés) se adoptó en mayo de 2020. Para afrontar la crisis sanitaria y económica de la covid-19, los bancos de desarrollo permitieron a los países más pobres que solicitaron esta suspensión no pagar durante un tiempo los intereses de las deudas que estos países tenían con estos bancos. De esta forma 73 países de ingresos bajos y medio bajos pudieron dedicar a los gastos de la pandemia el dinero que deberían haber pagado por sus deudas con estos bancos: 4 600 millones de dólares. La DSSI se complementó además con financiación adicional proporcionada por el Banco Mundial, el Fondo Monetario Internacional y otros bancos de desarrollo. La DSSI concluyó a finales de diciembre de 2021.

## Países beneficiarios
Los países que, siguiendo las directrices de la DSSI, suspendieron temporalmente el servicio de su deuda fueron Afganistán, Angola, Burkina Faso, Burundi, Cabo Verde, Camerún, Chad, Comoras, Costa de Marfil,  Dominica, Etiopía, Fiyi, Gambia, Granada, Guinea, Guinea-Bissau, Kenia República Kirguisa, Lesoto, Liberia, Madagascar, Malaui, Maldivas, Mali, Mauritania, Mozambique, Myanmar, Nepal, Níger, Pakistán, Papúa Nueva Guinea, Samoa, Santo Tomé y Príncipe, República Centroafricana,  República Democrática del Congo, República del Congo, Senegal, San Vicente y las Granadinas, Santa Lucía, Sierra Leona, Tayikistán, Tanzania, Togo, Tonga, Uganda, Yemen, Yibuti y Zambia.

## Requisitos
Cada país beneficiario estaba obligado a:
- utilizar el espacio fiscal creado para aumentar el gasto social, sanitario o económico en respuesta a la crisis;
- divulgar todos los compromisos financieros del sector público, respetando la información comercialmente sensible; y
- no contraer nueva deuda no concesional durante el período de suspensión.[3]

## Marco Común
Después de que expirara la DSSI (un programa provisional), el G20 puso en marcha un mecanismo permanente para ayudar a los países de bajos ingresos a lidiar con su enorme deuda: el Marco Común.Pero sólo 4 países han solicitado reestructurar su deuda de acuerdo con este mecanismo: Chad, Etiopía, Zambia y Ghana.